# Liste der Naturdenkmale in Adelsheim
| Naturdenkmale | Anzahl |
| ------------- | ------ |
| FND           | 0      |
| END           | 35     |
| Gesamt        | 35     |

Die Liste der Naturdenkmale in Adelsheim nennt die verordneten Naturdenkmale (ND) der im baden-württembergischen Neckar-Odenwald-Kreis liegenden Stadt Adelsheim. In Adelsheim gibt es insgesamt 35 als Naturdenkmal geschützte Objekte, keines ist ein flächenhaftes Naturdenkmal (FND), alle sind Einzelgebilde-Naturdenkmale (END).
Stand: 31. Oktober 2016.

## Einzelgebilde (END)
| Name                      | Bild | Kennung     | Einzelheiten | Position | Fläche Hektar | Datum        |
| ------------------------- | ---- | ----------- | ------------ | -------- | ------------- | ------------ |
| Ahorn                     |      | 82250010107 | Adelsheim    | ???      | 0,0           | 1. März 1984 |
| Ahorn                     |      | 82250010108 | Adelsheim    | ???      | 0,0           | 1. März 1984 |
| Ahorn                     |      | 82250010109 | Adelsheim    | ???      | 0,0           | 1. März 1984 |
| Ahorn                     |      | 82250010110 | Adelsheim    | ???      | 0,0           | 1. März 1984 |
| Ahorn                     |      | 82250010124 | Adelsheim    | ???      | 0,0           | 1. März 1984 |
| Ahorn                     |      | 82250010126 | Adelsheim    | ???      | 0,0           | 1. März 1984 |
| Birnbaum                  |      | 82250010127 | Adelsheim    | ???      | 0,0           | 1. März 1984 |
| Buche                     |      | 82250010112 | Adelsheim    | ???      | 0,0           | 1. März 1984 |
| Buche                     |      | 82250010117 | Adelsheim    | ???      | 0,0           | 1. März 1984 |
| Buche                     |      | 82250010118 | Adelsheim    | ???      | 0,0           | 1. März 1984 |
| Buche                     |      | 82250010120 | Adelsheim    | ???      | 0,0           | 1. März 1984 |
| Buche                     |      | 82250010125 | Adelsheim    | ???      | 0,0           | 1. März 1984 |
| Eiche                     |      | 82250010105 | Adelsheim    | ???      | 0,0           | 1. März 1984 |
| Eiche                     |      | 82250010113 | Adelsheim    | ???      | 0,0           | 1. März 1984 |
| Eiche                     |      | 82250010115 | Adelsheim    | ???      | 0,0           | 1. März 1984 |
| Eiche                     |      | 82250010116 | Adelsheim    | ???      | 0,0           | 1. März 1984 |
| Eiche                     |      | 82250010134 | Adelsheim    | ???      | 0,0           | 1. März 1984 |
| Eiche                     |      | 82250010135 | Adelsheim    | ???      | 0,0           | 1. März 1984 |
| Fichte                    |      | 82250010114 | Adelsheim    | ???      | 0,0           | 1. März 1984 |
| Fichte                    |      | 82250010123 | Adelsheim    | ???      | 0,0           | 1. März 1984 |
| Lärche                    |      | 82250010119 | Adelsheim    | ???      | 0,0           | 1. März 1984 |
| Linde                     |      | 82250010101 | Adelsheim    | ???      | 0,0           | 1. März 1984 |
| Linde                     |      | 82250010121 | Adelsheim    | ???      | 0,0           | 1. März 1984 |
| Linde                     |      | 82250010122 | Adelsheim    | ???      | 0,0           | 1. März 1984 |
| Linde                     |      | 82250010131 | Adelsheim    | ???      | 0,0           | 1. März 1984 |
| Tanne                     |      | 82250010132 | Adelsheim    | ???      | 0,0           | 1. März 1984 |
| Tufffelsen mit Wasserfall |      | 82250010129 | Adelsheim    | ???      | 0,0           | 1. März 1984 |
| Ulme                      |      | 82250010111 | Adelsheim    | ???      | 0,0           | 1. März 1984 |
| Weide                     |      | 82250010133 | Adelsheim    | ???      | 0,0           | 1. März 1984 |
| Zwei Linden               |      | 82250010130 | Adelsheim    | ???      | 0,0           | 1. März 1984 |
| 1 Eiche „Kaisereiche“     |      | 82250010103 | Adelsheim    | ???      | 0,0           | 1. März 1984 |
| 1 Eiche „Lichte Eiche“    |      | 82250010104 | Adelsheim    | ???      | 0,0           | 1. März 1984 |
| 1 Linde „Dorflinde“       |      | 82250010106 | Adelsheim    | ???      | 0,0           | 1. März 1984 |
| 1 Linde „Schillerlinde“   |      | 82250010102 | Adelsheim    | ???      | 0,0           | 1. März 1984 |
| 3 Erlen                   |      | 82250010128 | Adelsheim    | ???      | 0,0           | 1. März 1984 |
| Legende für Naturdenkmal  |      |             |              |          |               |              |